# Piskorowice

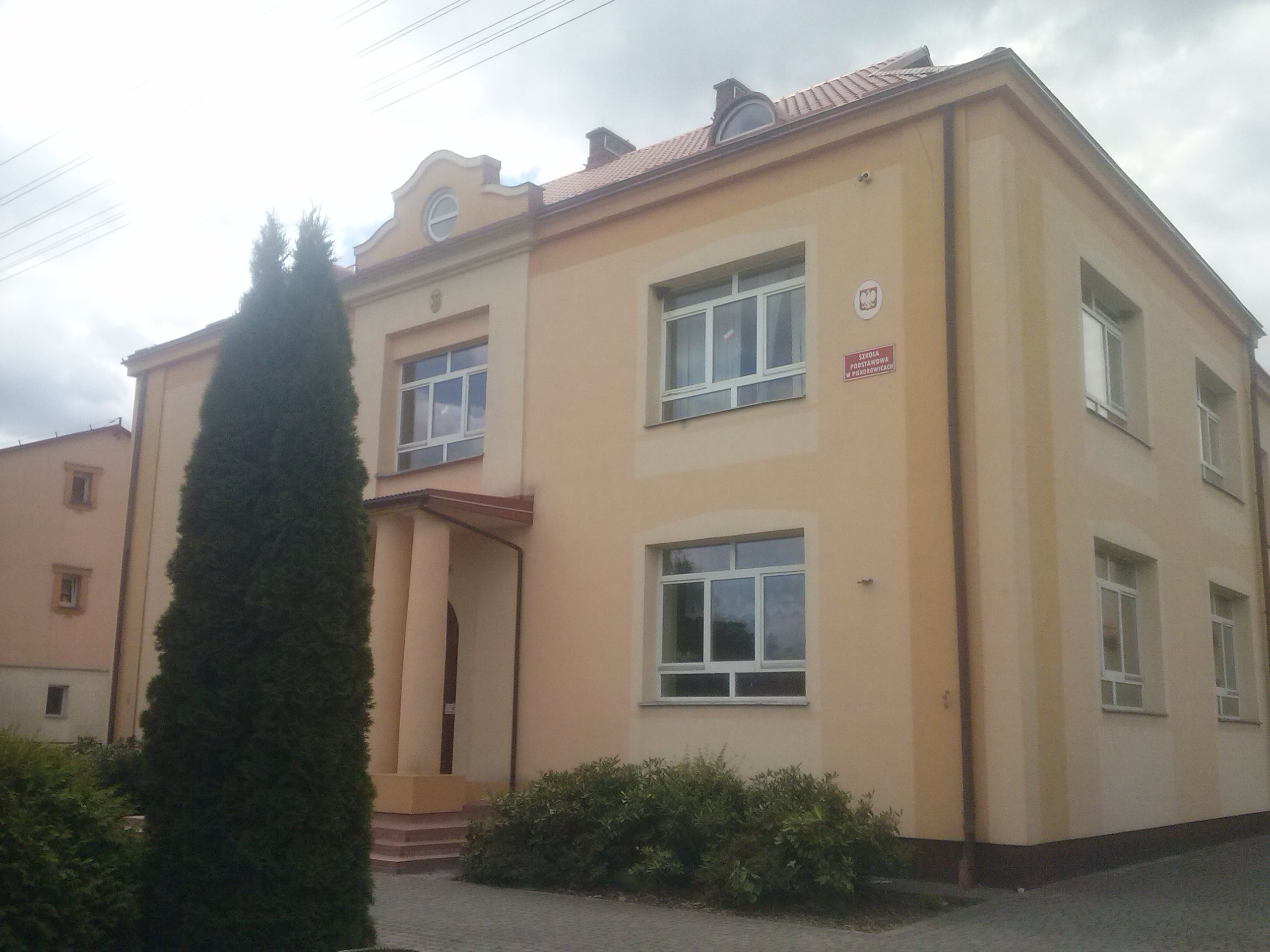
Szkoła podstawowa

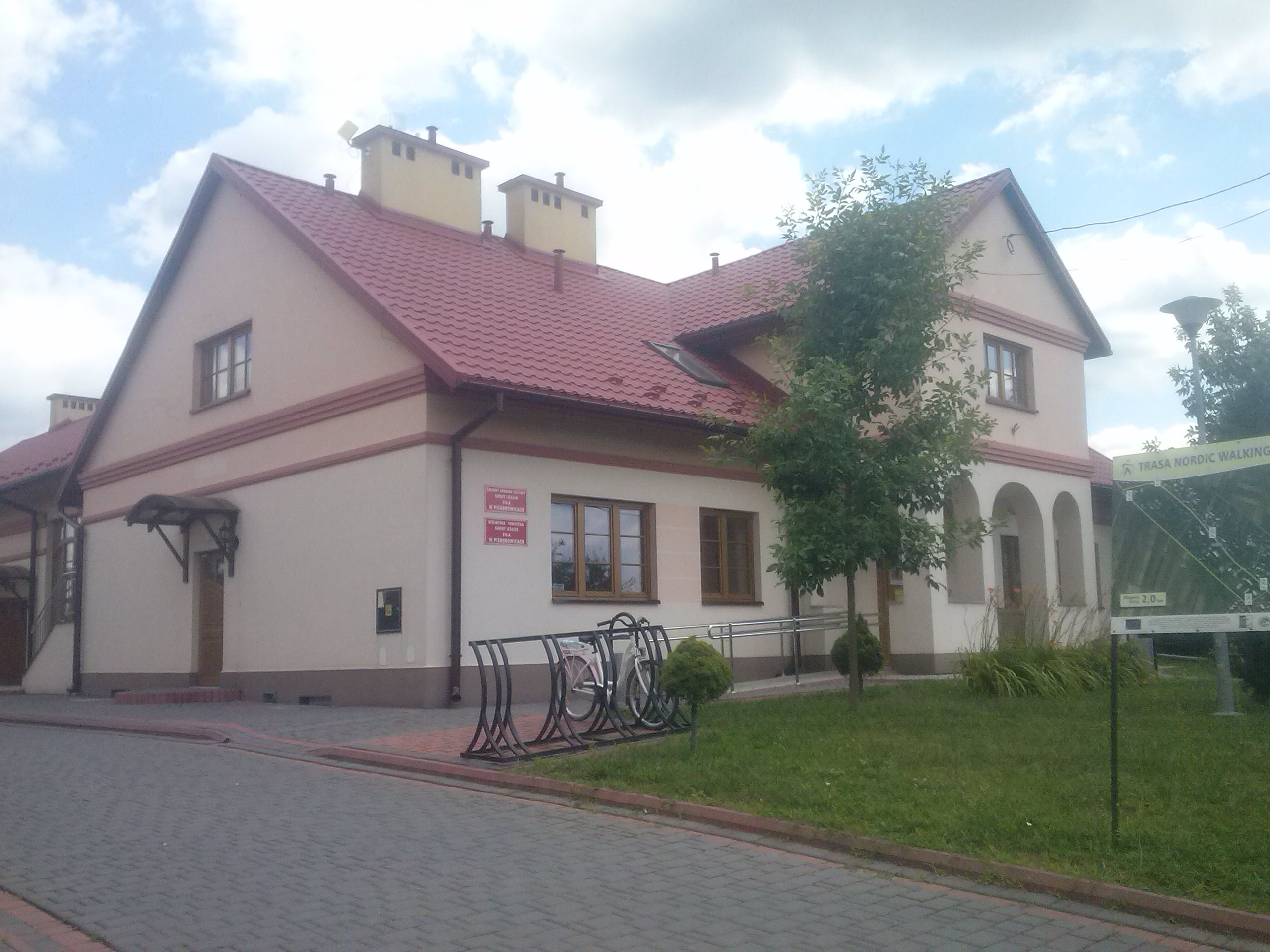
Gminny Ośrodek Kultury

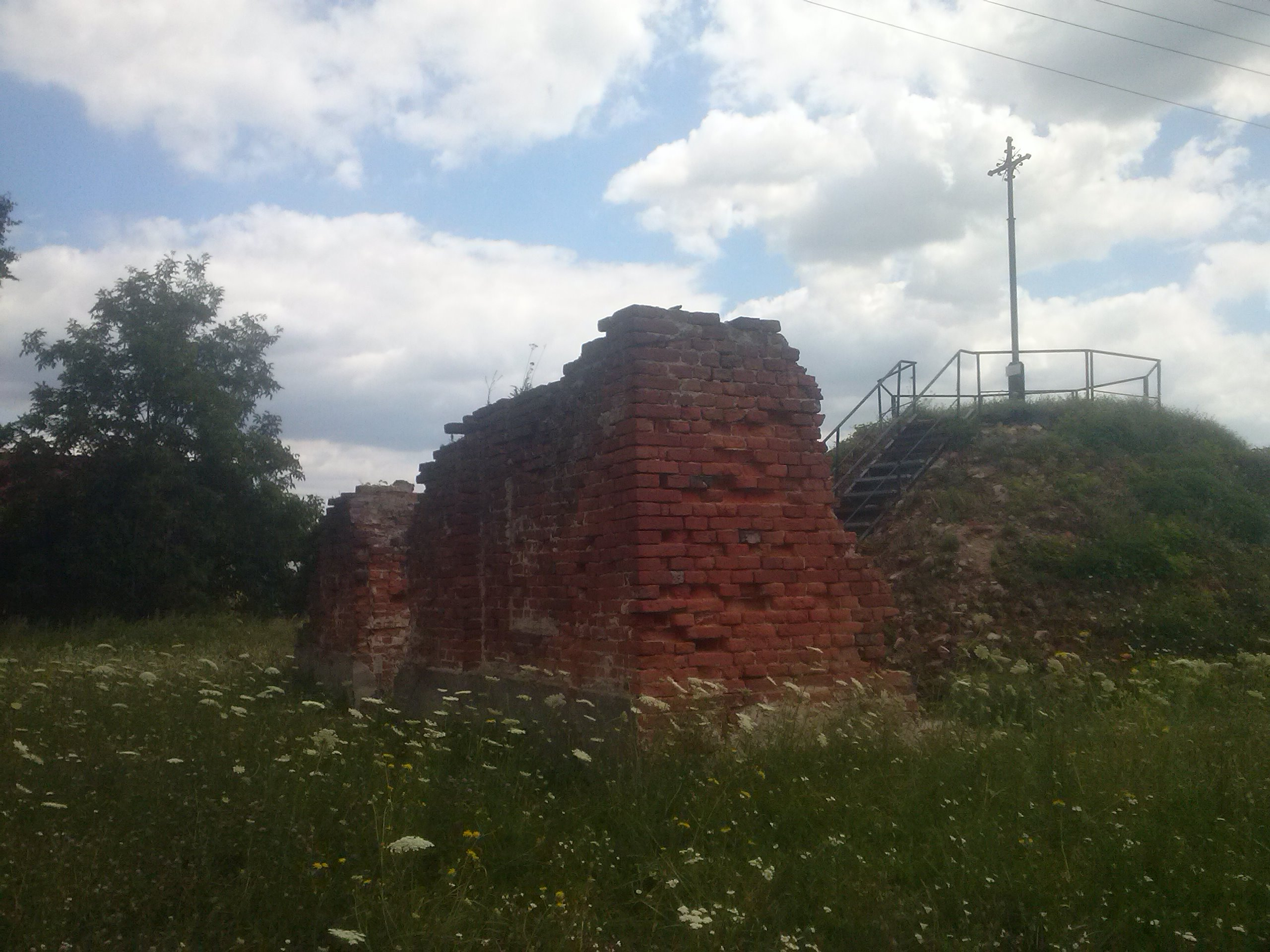
Ruiny cerkwi z kopcem pamięci

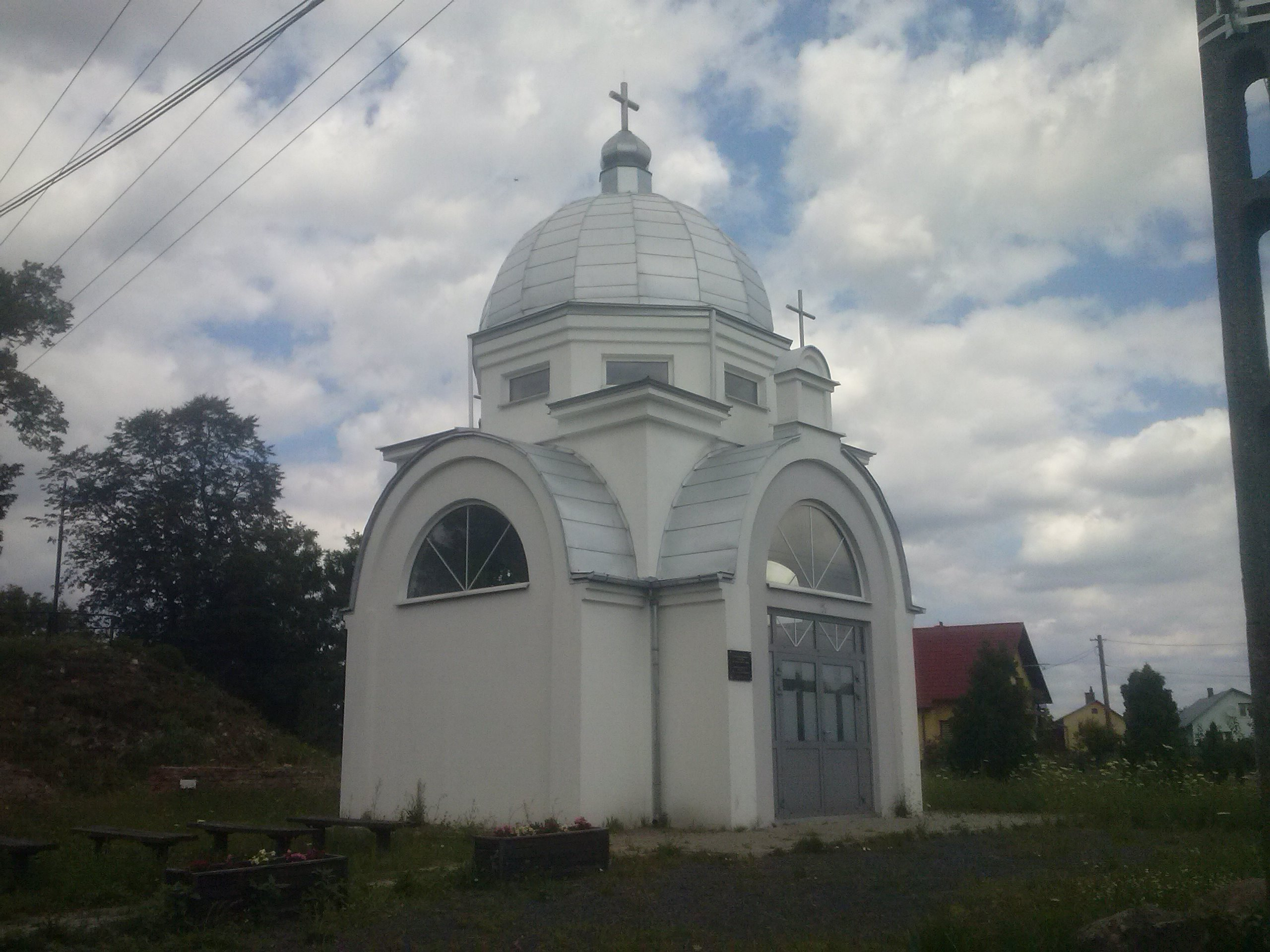
Kaplica greckokatolicka pw. św. Jana Ewangelisty

Piskorowice – wieś w Polsce, położona w województwie podkarpackim, w powiecie leżajskim, w gminie Leżajsk.
W latach 1975–1998 wieś administracyjnie należała do województwa rzeszowskiego.
Wieś królewska Piskorowice, położona była w 1589 roku w starostwie niegrodowym krzeszowskim w ziemi przemyskiej województwa ruskiego. Wieś Piskorowice jest położona nad rzeką San.

## Integralne części wsi
| SIMC    | Nazwa      | Rodzaj     |
| ------- | ---------- | ---------- |
| 0653890 | Chałupki   | przysiółek |
| 0653877 | Folwark    | część wsi  |
| 0653908 | Mołynie    | przysiółek |
| 0653914 | Parcelacja | osada      |
| 0653883 | Wygnanki   | część wsi  |

## Historia
Pierwsze ślady pobytu człowieka na tych terenach są datowane na 10-8 tys. lat p.n.e. Ludzie zasiedlali tereny wyżej położone i umocnione przez przyrodę. Budowali szałasy, później drążyli ziemianki przykryte dachem. W VII - VI w. p.n.e. to okres kultury przeworskiej. Na początku VII wieku osiedliło się lędziańskie plemię Lechitów.
Przypuszcza się, że wieś istniała jako osada już w czasach księstwa Halicko-Włodzimierskiego, świadczy o tym silne prawosławie i duża liczba ludności ruskiej, przybyłej ze wschodu na początku XIII wieku, która zasiedliła etniczne ziemie polskie (Lachów). Nazwa wsi pochodzi zapewne od wielkiej ilości znajdujących się wówczas w Sanie ryb piskorzy. Z uwagi na strategiczne i obronne znaczenie tych ziem utworzono królewszczyznę z centrum w Krzeszowie i stanowisko starosty niegrodowego czyli dzierżawcy dóbr od 1415 roku; obejmujące: Biszczę, Kulno, Księżpol i Piskorowice. W 1427 roku król Władysław Jagiełło zastawił swoją królewszczyznę na okres 12 lat księciu mazowieckiemu Ziemowitowi IV, po którym to czasie królewszczyzna wróciła do króla.
Przydatnym źródłem archiwalnym do poznawania historii z XVI i XVII są regestra poborowe, które zapisali poborcy podatkowi ziemi przemyskiej w latach 1515, 1589, 1628, 1651, 1658, 1674.
Wieś w 1515 roku posiadała 12 łanów kmiecych i młyn o jednym kole. 
W 1520 roku król Zygmunt Stary na sejmie Bydgoskim wydzierżawił królewszczyznę Spytkowi z Tarnowa, które następnie otrzymał Stanisław Tarnowski, a później Marcin Ossoliński, po którego śmierci król Stefan Batory nadał te dobra kanclerzowi Janowi Zamoyskiemu. Król Zygmunt Waza zaoferował mu te dobra na własność (w 1588 roku potwierdzone decyzją Sejmu Koronnego w Krakowie). W 1589 roku została utworzona Ordynacja Zamojska.
W 1674 roku Piskorowice posiadały 42 domy, a zarządcą folwarku był Niezabitowski, do którego należało 4 domy
W 1894 roku wybrano zwierzchność gminną, której naczelnikiem został Michał Siewny, a sekretarzem - Teofil Wańkowicz. W 1902 roku w 421 domach mieszkało 2342 osób; było 1786 grekokatolików, a w szkole było 220 uczniów. W I połowie XX wieku w Piskorowicach było 374 domy (w tym przysiółki: Pigany - 60 domów, Paluchy - 32 domów, Mołynie - 32 domów, Leżachowiec - 14 domów).
W II Rzeczypospolitej wieś w powiecie jarosławskim województwa lwowskiego. Według Włodzimierza Kubijowicza w 1939 roku w Piskorowicach było zamieszkałych 2740 osób (w tym 2340 Ukraińców, 340 Polaków i 60 Żydów), 130 Polaków było ukraińsko-języcznych.
W latach 1944–1945 nacjonaliści ukraińscy z OUN-UPA zamordowali tutaj 16 Polaków oraz 3 Ukraińców za "zdradę sprawy ukraińskiej.
18 kwietnia 1945 r. polski oddział partyzancki "Wołyniaka" (Józefa Zadzierskiego), wraz z innymi oddziałami partyzanckimi NOW przebranymi wbrew konwencjom haskim w mundury WP, dopuścił się pacyfikacji wsi, w trakcie której wymordował sto kilkadziesiąt osób narodowości ukraińskiej nocujących w miejscowej szkole. Wśród ofiar były także kobiety i dzieci. Zabijano też na terenie wsi oraz polach nad Sanem. Ukraińcy nie bronili się, bo na tym terenie nie działała UPA, a Piskorowice nie posiadały samoobrony. Pacyfikacja była odwetem za atak oddziałów UPA i SKW dowodzonych przez Iwana Szpontaka „Zalizniaka” na polską wieś Wiązownica. Franciszek Szarek „Lis”, dowódca jednego z oddziałów biorących udział w pacyfikacji Piskorowic, w meldunku z akcji określa ją jako: „akcję terrorystyczno-oczyszczającą”.
W 1956 roku Piskorowice zostały przeniesione z powiatu łańcuckiego do powiatu leżajskiego, a przysiółki Pigany i Paluchy jako oddzielne miejscowości przydzielono do Gminy Sieniawa w powiecie przeworskim.

## Kościół
Piskorowice należały do parafii rzymskokatolickiej w Sieniawie (w 1927 roku posiadały 380 wiernych). W latach 1900–1960 w Piskorowicach istniał dom Sióstr Służebniczek Starowiejskich Najświętszej Marii Panny, które prowadziły też ochronkę i posługiwały w parafii. W 1911 roku powstała kaplica publiczna pw. św. Karola Boromeusza.
W 1929 roku hrabia Maurycy Zamoyski wybudował murowany kościółek, a w 1930 roku powstała parafia, która objęła Piskorowice i Pigany (427 wiernych) oraz Rzuchów (58 wiernych). W latach 1980–1982 zbudowano nowy murowany kościół, który został poświęcony 14 listopada 1982 roku przez bpa Ignacego Tokarczuka.

## Oświata
Początki szkolnictwa według miejscowej tradycji są datowane na 1789 rok, gdy powstała jednoklasowa szkoła polska. Szkoła ta w 1810 roku na żądanie miejscowych Ukraińców została zmieniona na parafialną szkołę polsko-ruską. 24 maja 1874 roku reskryptem Rady szkolnej krajowej 1874 roku, utworzono 1-klasową szkołę publiczną z ruskim językiem wykładowym. W 1876 roku zbudowano murowany budynek szkolny.
W 1910 roku została utworzona Szkoła eksponowana w przysiółku Chałupki (Chałupki ad Piskorowice). W 1999 roku na mocy reformy oświaty, szkoła została przekształcona w 6-letnią szkołę podstawową i 3-letnie gimnazjum. W 2003 roku utworzono Zespół Szkół. 2 grudnia 2007 roku na budynku szkoły odsłonięto tablicę:
W 2017 roku na mocy reformy oświaty przywrócono 8-letnią szkołę podstawową. W 2018 roku patronem szkoły został Janusz Korczak.

## Zobacz
- gromada Piskorowice
- zbrodnia w Piskorowicach